# Berenicornis comatus
Il bucero crestabianca (Berenicornis comatus (Raffles, 1822)) è un raro uccello della famiglia dei Bucerotidi originario del Sud-est asiatico. Fino a poco tempo fa veniva classificato insieme ad altre specie nel genere Aceros, ma oggi viene posto in un genere monotipico, Berenicornis, appunto.

## Descrizione

### Dimensioni
Misura 75-80 cm di lunghezza, per un peso di 1250-1360 g nel maschio immaturo e di 1470 g nella femmina.

### Aspetto
Nel bucero crestabianca, la testa è sormontata da una cresta folta e scompigliata. Il collo, il petto, la parte superiore del ventre, il bordo delle ali e la coda sono bianchi. Questo crea un evidente contrasto con il resto del piumaggio (dorso, cosce, copritrici alari, addome e parte inferiore delle ali), che è nero dai riflessi brillanti. Il becco, così come il casco che lo sovrasta, poco sporgente e privo di protuberanze, è di colore nero con la base giallo-verdastra. La pelle nuda che circonda gli occhi e si estende fino alla base della mandibola inferiore è di colore blu. Le lunghe ciglia che questa specie possiede, come tutti gli altri buceri, gli conferiscono uno sguardo singolare. L'iride è di colore giallo chiaro, le zampe e i piedi sono neri. La femmina, più piccola del maschio, è completamente nera sul collo e sulle parti inferiori: solo la cresta e la coda sono bianche.
Gli esemplari immaturi possiedono piume nere sulla testa, sul collo e sulle parti inferiori, ognuna con un bordo bianco, caratteristica che conferisce a queste parti un aspetto maculato. Le piume della coda sono nere con ampi bordi bianchi. Il becco è giallo. La pelle facciale è grigio carne. Gli occhi sono di colore giallo-verdastro. Le zampe e i piedi sono grigi.

### Voce
Il bucero crestabianca emette un richiamo vivace e profondo che ricorda quello di un piccione: kuk kuk, kuk kuk kuk. Può anche produrre un semplice hao di tono più morbido. La prima sillaba è più prolungata.

## Biologia

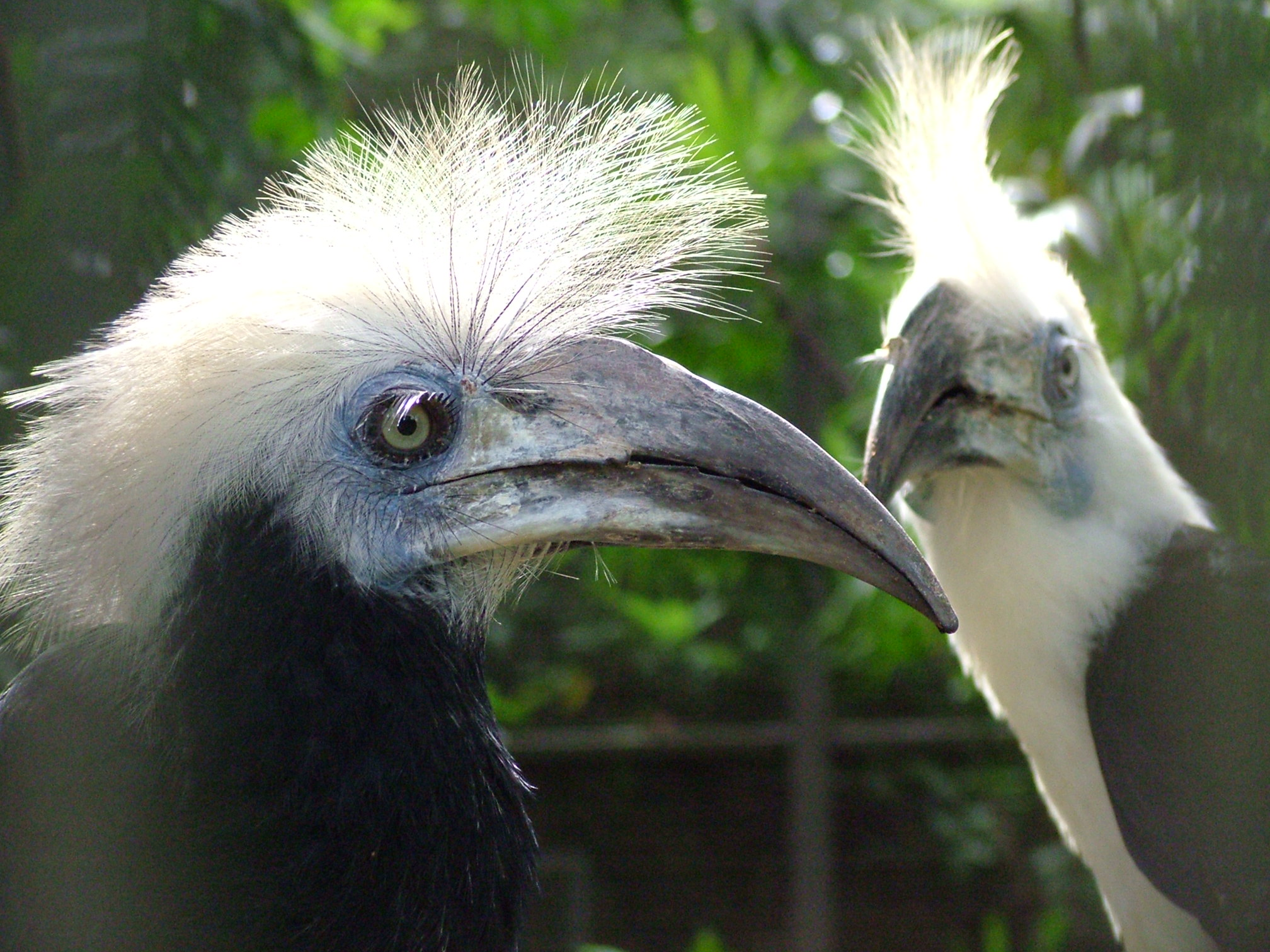
Femmina (a sinistra) e maschio (a destra) di bucero crestabianca.

Questo bucero trascorre la maggior parte del tempo sul terreno del sottobosco o nello strato inferiore della vegetazione alla ricerca di cibo. Contrariamente ad altre specie, ha un volo molto silenzioso costituito da battiti d'ala alternati a planate.

### Alimentazione
Il bucero crestabianca si nutre di frutta, piccoli mammiferi, uccelli e lucertole. Le sostanze di origine animale costituiscono il 50% della dieta, una percentuale maggiore se paragonata a quella degli altri grandi buceri asiatici.

### Riproduzione
Quando è il momento di riprodursi, la femmina installa il suo nido nella cavità naturale di un albero, dove trascorre un lungo periodo dopo aver ostruito l'ingresso usando un miscuglio di escrementi, materie alimentari rigurgitate e, talvolta, fango. Queste precauzioni servono per proteggersi dagli attacchi dei predatori. Lascia aperta solo una fessura abbastanza ampia da consentirle di spingere il becco all'esterno. Il maschio nutre la femmina, e poi i piccoli non appena si schiudono le uova, andando e venendo fino a 40 volte in un'ora per alimentarli. La covata è costituita da due uova bianche. Durante questo isolamento la femmina muta quasi interamente il piumaggio. Quando i giovani sono pronti a spiccare il volo, la madre lascia il nido. Compito non facile, dal momento che talvolta ci vogliono diverse ore per rompere il muro della «prigione».

## Distribuzione e habitat
La specie è presente nel sud della Birmania, in Thailandia, nella penisola malese, a Sumatra e nel Borneo. Una popolazione è stata scoperta recentemente anche nella Cambogia sud-occidentale. Vive nelle foreste primarie di pianura con alberi sempreverdi, ad altitudini che generalmente non superano i 900 metri. In occasioni molto rare, può essere osservata fino a 1680 metri. Dal momento che la sua densità è piuttosto bassa in tutto l'areale e, inoltre, ama frequentare il fitto sottobosco, in prossimità del suolo, può passare completamente inosservata.